# Gomphus kurilis
Gomphus kurilis är en trollsländeart som beskrevs av Hagen in Selys 1858. Gomphus kurilis ingår i släktet Gomphus och familjen flodtrollsländor. Inga underarter finns listade i Catalogue of Life.

## Bildgalleri

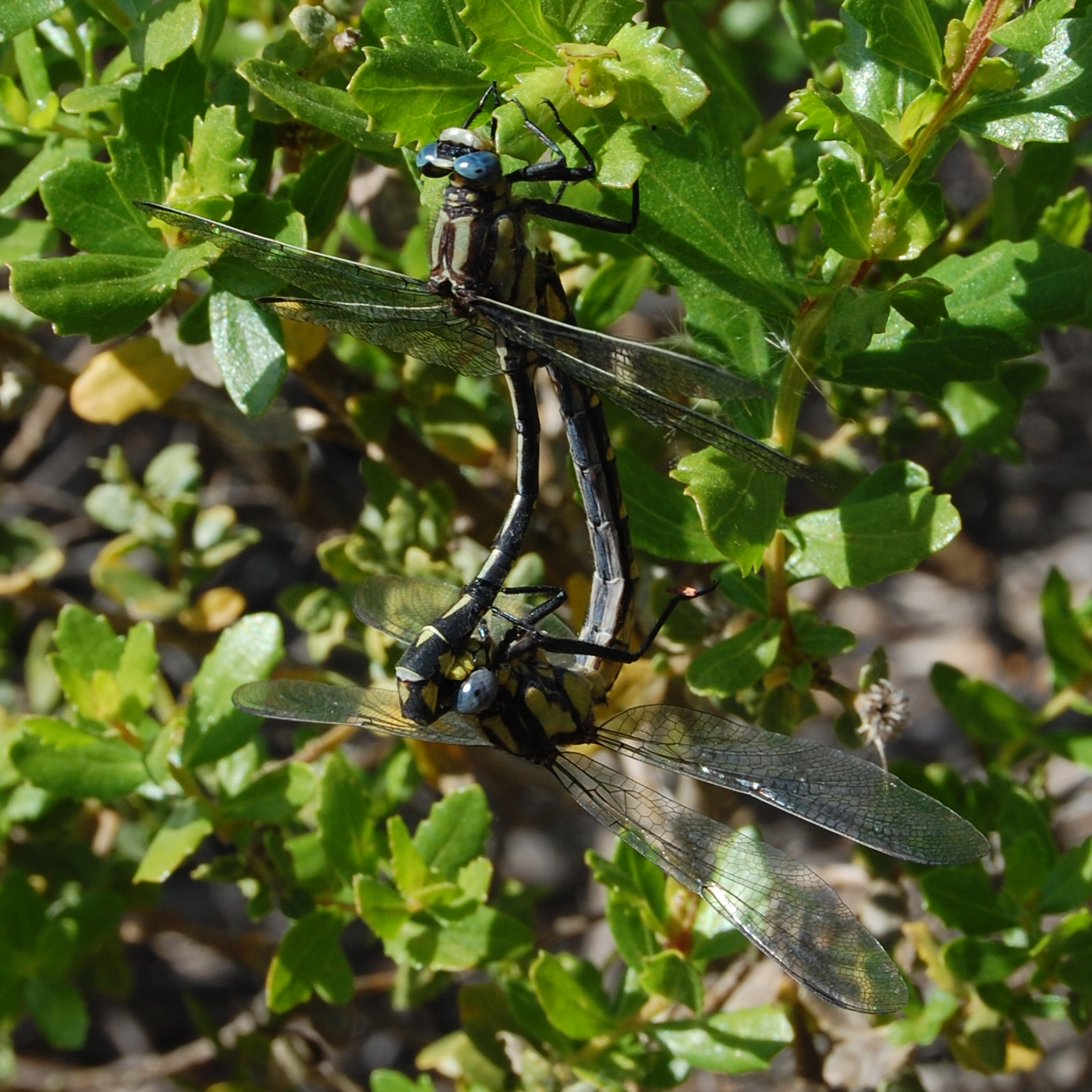
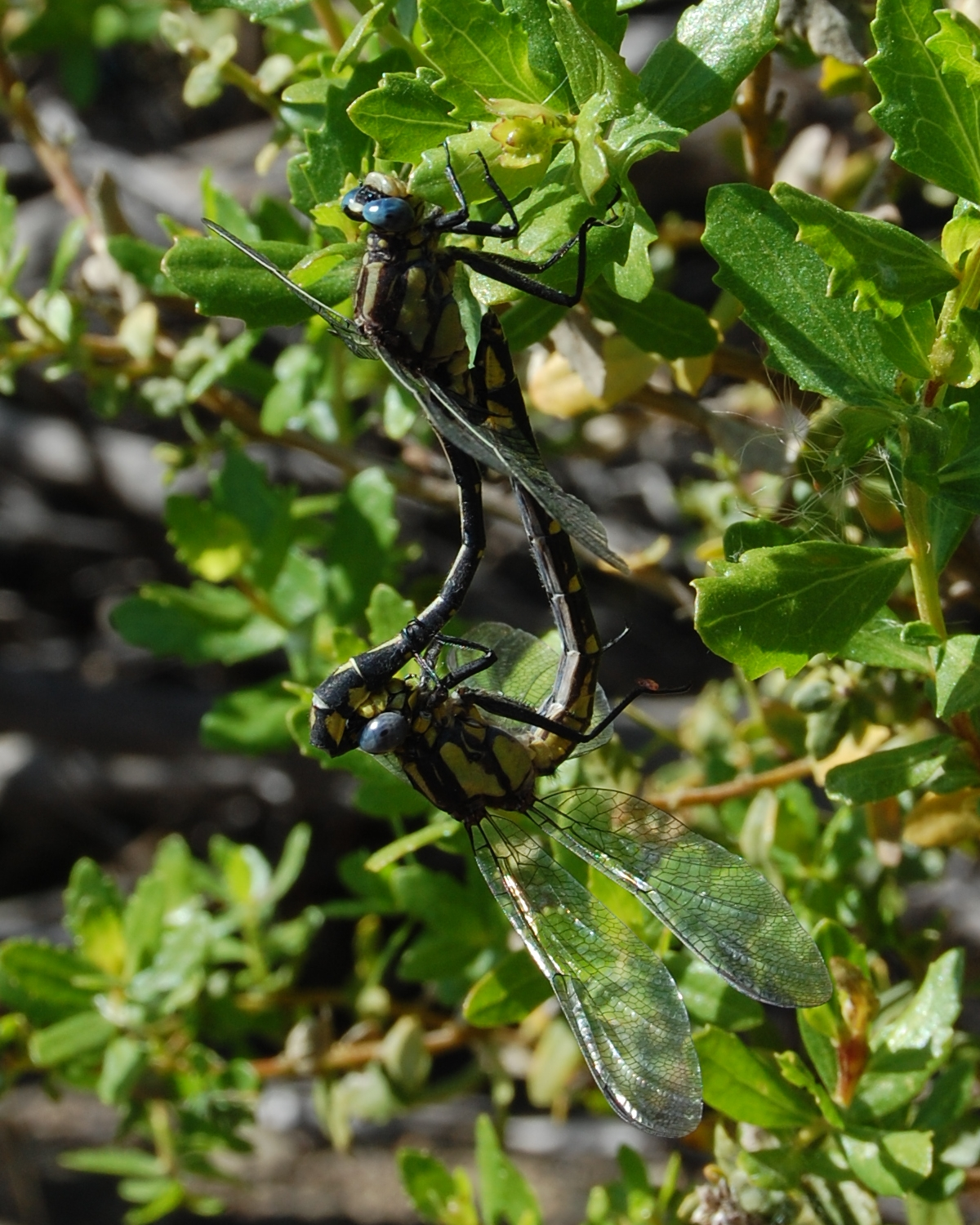
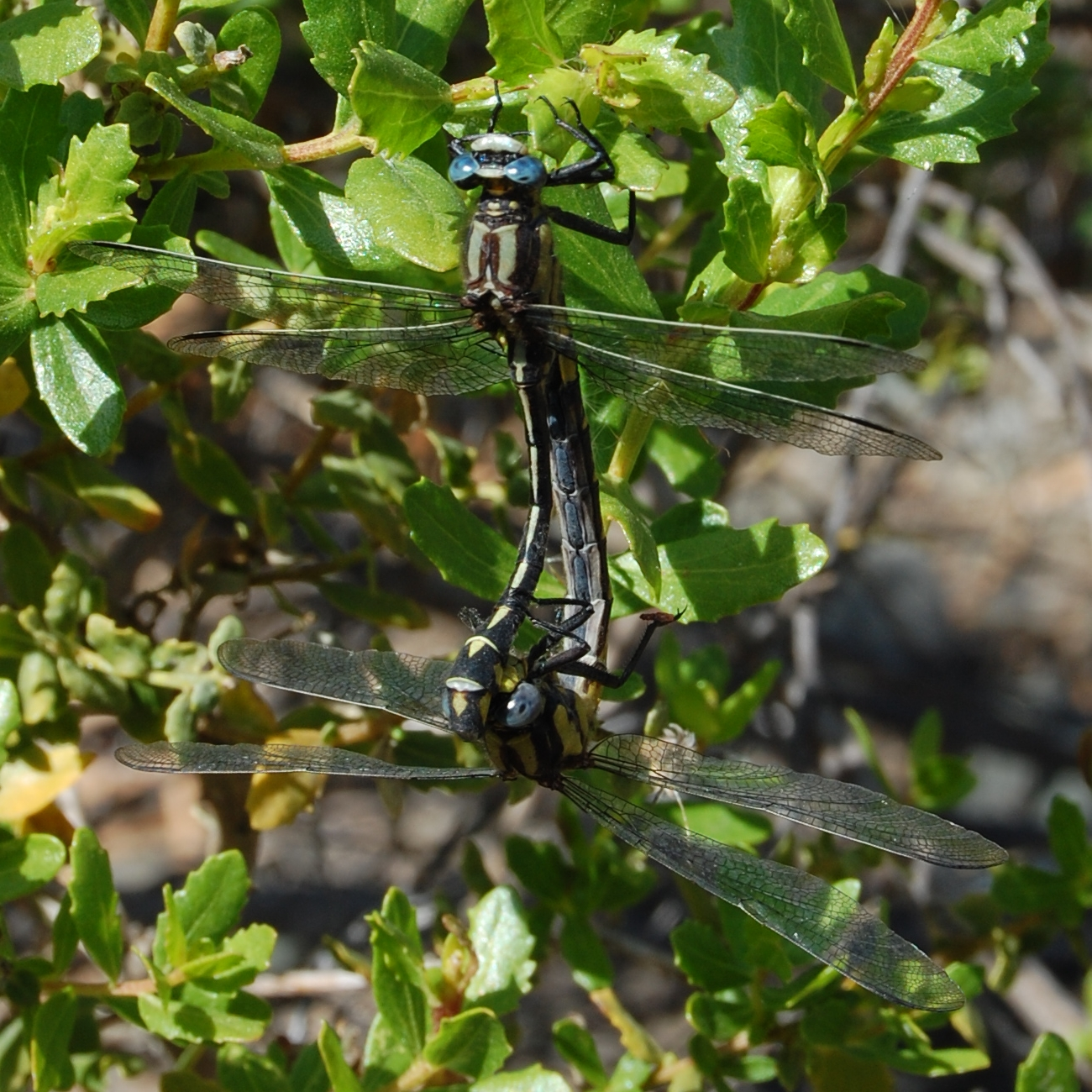
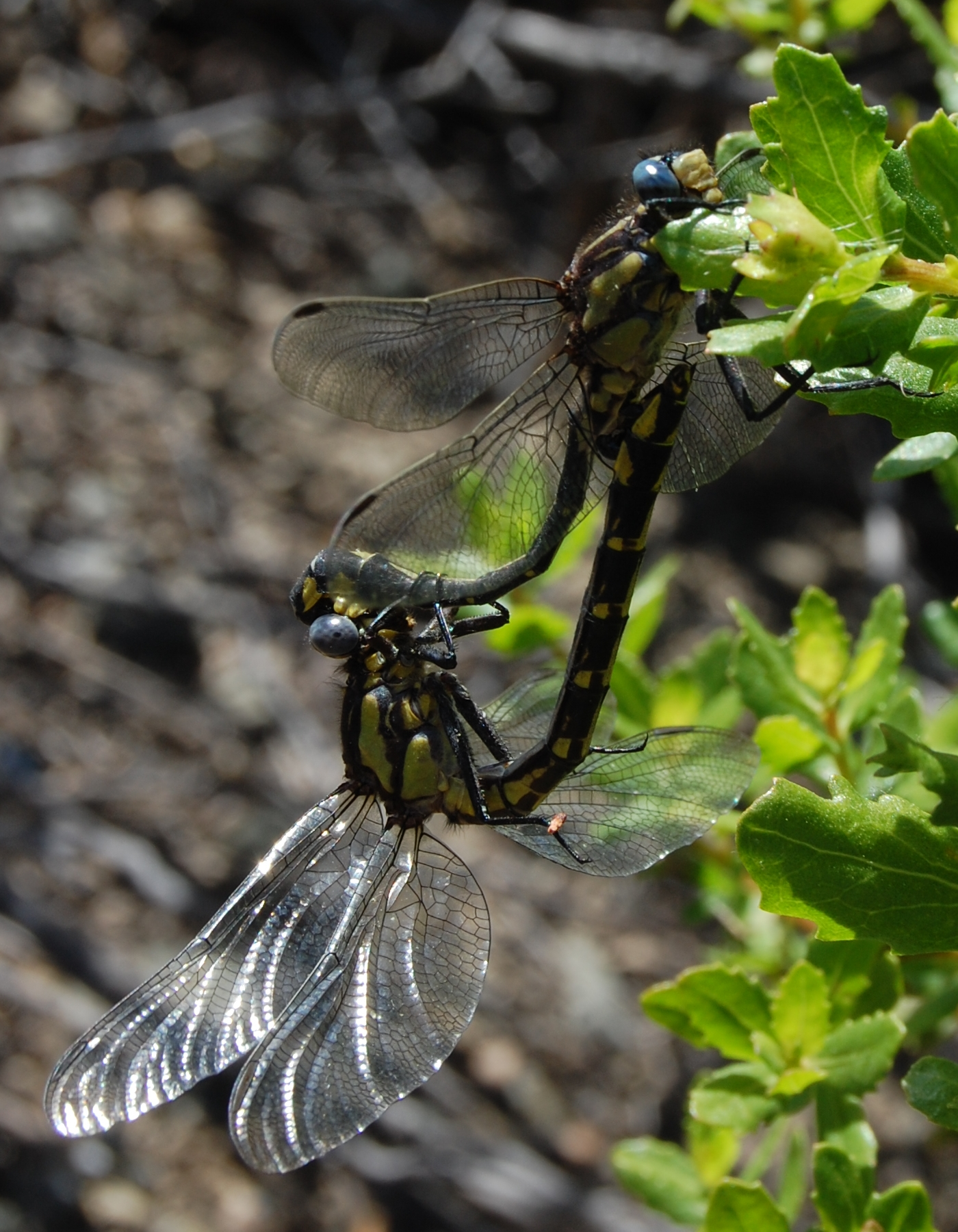